# 오스트리아의 국기

국기(國旗)

정부기(政府旗)

대통령기(大統領旗)

오스트리아의 국기는 위로부터 빨강·하양·빨강이 배치된 가로형 국기로써, 현재의 패턴은 프리드리히 2세 공작(公爵)이 1230년에 제정한 것이라고 한다. 배경은 1191년 레오폴트 5세 공작이 십자군 전쟁 당시 프톨레마이스 전투에서 적군의 피를 뒤집어서 갑옷 위에 걸친 흰 겉옷이 허리띠 부분을 제외하고 빨갛게 물들었다는 고사(故事)에서 유래한다. 유엔 건물이나 정부 기관에서는 국기 중앙에 검은색 독수리 문장이 삽입된 기를 사용한다. 가로세로 비율은 2:3이다.

## 색상
오스트리아의 국기 색상은 다음과 같다.
| 색상 | 빨강                | 하양                  |
| ---- | ------------------- | --------------------- |
| 팬톤 | 186 C               | Safe                  |
| RGB  | 200–16–46 (#C8102E) | 255–255–255 (#FFFFFF) |

## 역사
1700년부터 1918년까지는 합스부르크 가문의 기를 국기로 사용하였다. 위로부터 검정·노랑이 배치된 가로형 국기였는데, 해군은 이 기를 계양하지 않고 현재 국기의 패턴 가운데에 왕관을 씌운 문장을 삽입한 기를 고집하였다. 해군의 기는 1786년에 제정되었고, 1915년에는 헝가리의 문장이 추가되었다.
오스트리아-헝가리 제국이 해체되고 현 국기 패턴이 국기로 다시 채용되었다. 1934년에 제정된 정부 깃발은 중앙에 삽입된 문장이 지금과는 달랐다. 1938년에 나치 독일에 합병되면서 국기도 사용하지 못하게 되었다.
제2차 세계 대전이 끝난 1945년에 국기가 부활하였다.

## 옛 깃발
| 국기 | 사용 기간   | 사용 목적                                 | 특징                                                |
| ---- | ----------- | ----------------------------------------- | --------------------------------------------------- |
|      | 976-1918    | 케른텐 공국의 국기                        |                                                     |
|      | 1180-1918   | 슈타이어마르크 공국의 국기                | 슈타이어마르크 공국의 문장이 새겨짐.                |
|      | 18세기-1918 | 오스트리아 제국의 국기(國旗)              | 합스부르크 가문의 깃발이기도 하다.                  |
|      | 1786-1915   | 해군기(海軍旗), 상선기(商船旗, 1786~1869) | 기 중앙에 있는 문장 위에 왕관이 새겨짐.             |
|      | 1849-1918   | 잘츠부르크 공국의 국기                    | 잘츠부르크 공국의 문장이 새겨짐.                    |
|      | 1869-1918   | 오스트리아-헝가리 제국의 상선기(商船旗)   | 오스트리아와 헝가리의 문장이 새겨짐.                |
|      | 1815-1890   | 황기(皇旗)                                | 황색 바탕에 오스트리아-헝가리 제국의 문장이 새겨짐. |
|      | 1890-1915   | 황기(皇旗)                                | 황색 바탕에 오스트리아-헝가리 제국의 문장이 새겨짐. |
|      | 1915-1918   | 황기(皇旗)                                | 황색 바탕에 오스트리아-헝가리 제국의 문장이 새겨짐. |
|      | 1934-1938   | 국기(國旗)                                |                                                     |

## 주기
다음은 오스트리아의 주의 기 목록이다.

부르겐란트주의 기
부르겐란트 주의 문장기
케른텐주의 기
케른텐 주의 문장기
니더외스터라이히주의 기
니더외스터라이히 주의 문장기
오버외스터라이히주의 기
오버외스터라이히 주의 문장기
잘츠부르크주의 기
잘츠부르크 주의 문장기
슈타이어마르크주의 기
슈타이어마르크 주의 문장기
티롤주의 기
티롤 주의 문장기
포어아를베르크주의 기
포어아를베르크 주의 문장기
빈의 기
빈의 문장기

## 같이 보기
- 오스트리아의 국장
- 페루의 국기
- 라트비아의 국기